# REAL Transportes Aéreos
REAL Transportes Aéreos war eine der größten brasilianischen Fluggesellschaften der frühen Nachkriegszeit; sie hatte ihren Sitz am Flughafen São Paulo-Congonhas. Im Jahr 1960, kurz vor der Übernahme durch VARIG, war REAL die weltweit zehntgrößte Fluggesellschaft, gemessen an der Passagierzahl.

## Geschichte
REAL Transportes Aéreos wurde im Dezember 1945 gegründet, ursprünglich als Redes Estaduais Aéreas Limitadas. Bereits im November 1945 hatte einer der beiden Gründer, Linneu Gomes, drei gebrauchte Douglas DC-3 erworben und erhielt am 31. Dezember 1945 das Luftverkehrsbetreiberzeugnis durch das Luftfahrtministerium. Am 7. Februar 1946 wurde der Flugbetrieb mit zunächst zwei der Douglas DC-3 auf der Strecke von São Paulo nach Rio de Janeiro aufgenommen. Schon am 13. Dezember 1946 wurde der Firmenname in REAL S.A. – Transportes Aéreos geändert. Noch im selben Jahr wurde auch eine Strecke von São Paulo nach Curitiba eröffnet.

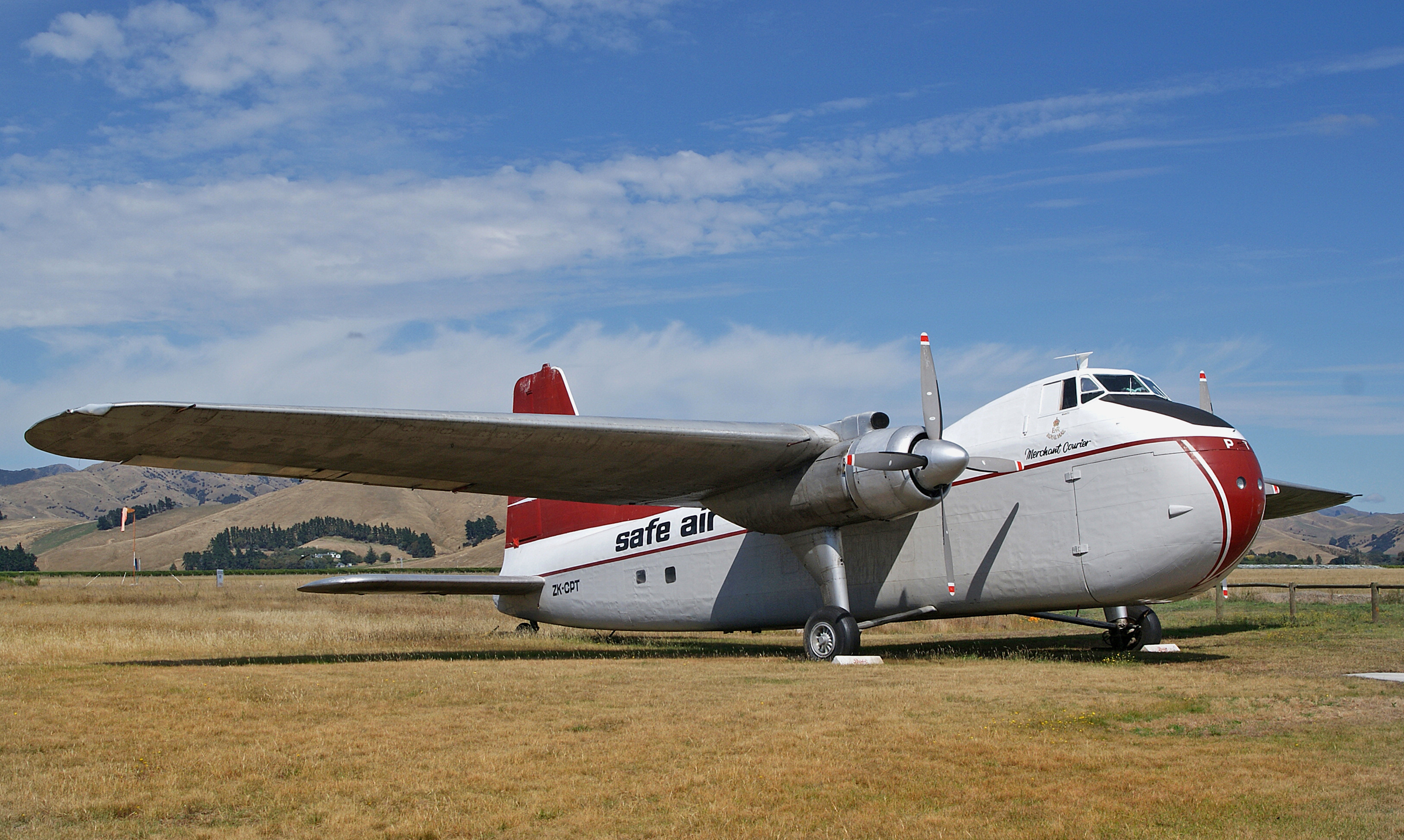
Eine Bristol 170, hier der neuseeländischen SAFE Air

Um die Sitzplatzkapazität auf der Strecke von São Paulo nach Rio de Janeiro zu erhöhen, wurden die dort verkehrenden Douglas DC-3 mit je 24 bis 28 Sitzplätzen durch Bristol 170 in der Passagierversion Wayfarer ergänzt. Diese boten mit 36 Plätzen die größte Kapazität aller damals im brasilianischen Inlandsflugverkehr eingesetzten Flugzeugtypen. Drei Flugzeuge waren bestellt, allerdings kam es beim ersten auf dem Überführungsflug zwischen Bathurst (heute Banjul) und Natal am 4. Juli 1946 zu einer Notwasserung im Atlantik, weil man ein Funkfeuer nicht orten konnte und der Treibstoff ausging. Die nächste Bristol 170 wurde dann am 17. Oktober 1946 erfolgreich ausgeliefert und schon vier Tage später auf dieser „Rennstrecke“ in Dienst gestellt. Allerdings wollte REAL weder Triebwerksüberholungen noch Ersatztriebwerke bezahlen, die als Folge der rauen Einsatzbedingungen und intensiven Nutzung notwendig wurden. So wurden beide Maschinen nach nur 500 Stunden Betriebszeit stillgelegt und bereits im September 1948 auf dem Flughafen Congonhas verschrottet.
Aufgrund ihrer niedrigeren Kosten konnte REAL auch billigere Tickets anbieten, was zu einem schnellen Wachstum führte. Allerdings konnten viele neue Zielorte nur durch eine Kette von Zwischenlandungen wirtschaftlich bedient werden, da das Passagieraufkommen der einzelnen Flugplätze nicht für Direktflüge zu den Zentren ausreichte. Eine ganze Reihe neuer Zielorte konnte ohnehin nur dadurch erreicht werden, dass die Fluggesellschaften zuerst einmal einen (oft primitiven) Flugplatz bauten. Begünstigt wurde die Expansion des Luftverkehrs aller Gesellschaften in den ersten Nachkriegsjahren aber durch den miserablen Zustand oder das völlige Fehlen von Straßen.
Viele der neuen Flugziele konnten nur unter schwierigen Betriebsbedingungen angeflogen werden. Die Besatzungen waren gezwungen, auch unter widrigen Wetterbedingungen zu fliegen und die Flugzeuge wurden schlecht gewartet. Das Resultat waren zahlreiche schwere Unfälle (siehe auch unten bei „Zwischenfälle“).
Im Zuge der Expansion wurde am 17. März 1948 die im Jahr zuvor gegründete kleine Linhas Aéreas Wright übernommen, 1950 Linhas Aéreas Natal, im August 1951 dann die seit 1944 bestehende Linha Aérea Transcontinental Brasileira (LATB).
Am 8. Juli 1954 übernahm REAL am Werksflugplatz des Flugzeugherstellers Convair in San Diego (USA) mit zwei Convair CV-340 ihre ersten mit Druckkabine ausgestatteten Flugzeuge, vier weitere folgten noch im selben Jahr. Ab Juli 1956 wurden die verbesserten Convair CV-440 in die Flotte eingeführt, von denen bis 1958 insgesamt 13 Stück geliefert wurden.
Am 10. September 1954 kaufte Linneu Gomes die Aktienmehrheit an der seit 1942 existierenden Aerovias Brasil. Ende 1954 bestand die kombinierte Flotte aus 58 Douglas DC-3, 6 Convair CV-340 und 3 Douglas DC-4.
Als Gomes am 2. August 1956 auch die Mehrheit am Konkurrenten Transportes Aéreos Nacional (gegründet 1946) erworben hatte, bildete er ein Konsortium mit dem Namen Consórcio Real – Aerovias – Nacional. Obwohl die drei Gesellschaften formal unabhängig blieben, flogen sie gemeinsam die meisten Ziele in Brasilien an und dominierten den Inlandsflugverkehr.
Mit der Übernahme von Transportes Aéreos Nacional kamen auch die ersten neun Curtiss C-46 Commando in die Flotte der REAL. Von Aerovias Brasil stießen weitere C-46 dazu. Der Höchststand der Flotte dieses Typs betrug 17 Exemplare. Bei der Übernahme durch VARIG 1961 waren immer noch 12 Curtiss C-46 Commando in der Flotte des Konsortiums.
Auch die Transportes Aéreos Salvador (TAS) wurde im Jahr 1957 durch REAL übernommen, nachdem sie schon 1955 durch Transportes Aéreos Nacional aufgekauft worden war. Alle diese Gesellschaften hatten unter anderem ebenfalls Douglas DC-3 betrieben.

Lockheed L-1049G Super Constellation der REAL, 1958

Im November 1957 ging die 1955 gegründete Sadia Transportes Aéreos eine Allianz mit der international verkehrenden REAL ein und führte Zubringerdienste für diese durch. Sadia betrieb eine aus den Typen Curtiss C-46 Commando und Douglas DC-3 bestehende Flotte. Die Kooperation endete im Jahr 1961, nachdem REAL von VARIG übernommen worden war.
Um mit Varig zu konkurrieren, die mit viermotorigen Langstreckenflugzeugen des Typs Lockheed L-1049G Super Constellation von Rio de Janeiro nach New York City an der Ostküste der USA flog, erwarb REAL 1958 drei Lockheed L-1049H Super Constellation.
Als erste Turboprop-Flugzeuge sollten drei gebrauchte Lockheed L-188 Electra von American Airlines erworben werden. Aber noch vor der geplanten Übergabe kam es zum Zusammenschluss mit VARIG, so dass diese Maschinen durch letztere übernommen wurden.
Für den Einstieg ins Jet-Zeitalter wurden durch das Konsortiumsmitglied Aerovias Brasil vier Convair CV-990 bestellt. Sie allerdings nicht mehr vor dem Ende von REAL an diese geliefert; stattdessen wurden drei davon von VARIG übernommen.
REAL war 1960 zu einem riesengroßen Konzern gewachsen und flog jeden Bundesstaat in Brasilien an. Dabei wurden außer Flügen auf den vielfrequentierten Stammstrecken auch zahllose Zubringerflüge durchgeführt. Allein die Flotte von Douglas DC-3 war auf 86 Stück angewachsen. REAL beförderte im Jahr 1960 über 2,5 Millionen Passagiere; es sollte das letzte volle Betriebsjahr werden.
Die schiere Größe von REAL mit ihrer Vielzahl von Strecken, Flugzeugen und Tochtergesellschaften wurde jedoch immer unübersichtlicher und geriet allmählich außer Kontrolle, weshalb die Gesellschaft in ernste finanzielle Schwierigkeiten geriet. Daher war Linneu Gomes gezwungen, am 2. Mai 1961 50 % seiner Anteile an Aerovias Brasil an VARIG zu verkaufen. Nur wenige Monate später,  am 16. August 1961, wurde das Konsortium Real – Aerovias Brasil – Nacional durch VARIG übernommen. Damit war die Existenz von REAL beendet.

## Flugziele
Schon im zweiten Jahr des Flugbetriebs wurden Porto Alegre, Londrina und São José do Rio Preto in das rasch wachsende Streckennetz aufgenommen.
In den 1950er-Jahren war das Streckennetz allein innerhalb Brasiliens auf 74 Flugziele angewachsen.
Da in Paraguay die Mittel zum Aufbau einer moderneren Flugzeugflotte fehlten, erteilte die dortige Regierung der REAL am 26. Juni 1951 die Rechte, auch Strecken innerhalb Paraguays zu bedienen, z. B. als Verlängerung der Strecke von São Paulo zu den Iguazú-Wasserfällen über Encarnación nach Asunción.
Durch den Kauf von Aerovias Brasil gewann REAL die Streckenrechte nach Miami und konnte 1955 ihre erste Linienverbindung in die USA eröffnen, die über Port of Spain (im späteren Trinidad und Tobago) und Caracas (Venezuela) geführt wurde.
Bereits 1956 führte REAL täglich 16 Flüge zwischen São Paulo und Rio de Janeiro durch, 12 zwischen Rio und Belo Horizonte sowie
7 zwischen São Paulo und Curitiba.
Am 15. September 1956 wurden mit Douglas DC-4 auch Flüge nach Chicago-Midway (USA) aufgenommen.
Am 3. Mai 1957 nahm REAL den Liniendienst zum am selben Tag eröffneten Flughafen Brasília auf, dem Flughafen der noch im Bau befindlichen zukünftigen Hauptstadt Brasilia.
Mit drei Lockheed L-1049H Super Constellation nahm REAL am 19. November 1958 eine Strecke von Rio de Janeiro nach Los Angeles an der Westküste auf, der über Manaus–Ponta Pelada, Bogotá und Mexiko-Stadt geführt wurde. Diese Strecke wurde am 9. Juli 1960 über Honolulu und Tokio-Haneda verlängert. Von São Paulo nach Tokio und zurück dauerte es allerdings etwas mehr als eine Woche.

## Flotte
Bei REAL und dann auch in dem von ihr geleiteten Konsortium wurden folgende Flugzeugtypen eingesetzt:

### Flotte bei Betriebseinstellung
- Aero Commander 560
- Convair CV-340
- Convair CV-440
- Curtiss C-46 Commando
- Douglas DC-3
- Douglas DC-4
- Douglas DC-6
- Lockheed L-1049 Super Constellation

### Zuvor eingesetzte Flugzeuge
- Bristol 170 Mk.IIA Wayfarer

## Zwischenfälle
Von der Betriebsaufnahme 1946 bis zur Übernahme durch VARIG im August 1961 kam es bei REAL zu 13 Totalschäden von Flugzeugen. Bei 9 davon kamen 161 Menschen ums Leben. Vollständige Liste:
- Am 4. Juli 1946 musste eine fabrikneue Bristol 170 Mk.IIA Wayfarer der Bristol Aeroplane Company, vorgesehen für die REAL Transportes Aéreos (Luftfahrzeugkennzeichen PP-YPF/G-AHJB), auf dem Überführungsflug zwischen Bathurst (heute Banjul) und Natal im Atlantik 200 Kilometer östlich von Aracaju (Brasilien) notgewassert werden. Man konnte ein Funkfeuer nicht orten und der Treibstoff war ausgegangen. Es war die erste Passagierversion der Bristol 170. Alle fünf Besatzungsmitglieder überlebten. Dies war der erste Totalschaden mit einer Bristol 170.[23][24]

- Am 1. Dezember 1949 wurde eine Douglas DC-3/C-47-DL der REAL Transportes Aéreos (PP-YPM) bei Ribeirão Claro (PR, Brasilien) in einen Berg geflogen. Der Flug war trotz schlechter Wetterbedingungen in bergigem Gelände fortgesetzt worden. Bei diesem CFIT (Controlled flight into terrain) wurden 20 der 22 Insassen getötet, alle vier Besatzungsmitglieder und 18 Passagiere.[25][26]

- Am 17. September 1951 verunglückte eine Douglas DC-3/C-47-DL der REAL Transportes Aéreos (PP-YPX) auf dem Flug von Rio de Janeiro nach Sao Paulo bei Ubatuba (Brasilien), wobei alle vier Crewmitglieder und sechs Passagiere starben. Die Maschine wurde erst nach zwei Tagen gefunden.[27]

- Am 23. August 1953 stürzte eine Douglas DC-3/C-47-DL der REAL Transportes Aéreos (PP-YQK) auf einem Frachtflug 6 Kilometer vom Flughafen Campo Grande (Brasilien) entfernt ab. Der Unfall ereignete sich bei Nacht während stark böiger Winde, als die Piloten beim dritten Landeversuch unter die vorgeschriebene Mindestsicherheitshöhe flogen. Alle vier Besatzungsmitglieder, die einzigen Insassen, überlebten. Das Flugzeug wurde irreparabel beschädigt.[28]

- Am 6. März 1955 kollidierte eine Douglas DC-3A der REAL Transportes Aéreos (PP-YPZ) beim Durchstarten am Flughafen von Vitória da Conquista (Brasilien) mit einem Pfosten. Die Maschine stürzte ab und fing Feuer. Grund für das Durchstarten war ein Verriegelungsfehler des Fahrwerks. Von den 21 Insassen wurden 5 getötet, ein Besatzungsmitglied und 4 Passagiere.[29]

- Am 10. April 1957 entstand während des Reiseflugs an einer Douglas DC-3/C-47A-20-DK der REAL Transportes Aéreos (PP-ANX) ein Triebwerksbrand im Motor Nr. 2 (rechts). Im Anflug für eine Notlandung in Ubatuba (Brasilien) bemerkten die Piloten in leichtem Regen den Berg Papagaio auf der Insel Anchieta zu spät. Beim abrupten Ausweichmanöver kam es zu einem Strömungsabriss und Absturz in den Berg. Von den 30 Insassen kamen 26 ums Leben, drei Besatzungsmitglieder und 23 Passagiere.[30]

- Am 18. September 1957 wurde eine Convair CV-440-62 der REAL Transportes Aéreos (PP-AQE) am Flughafen Montevideo (Uruguay) 1030 Meter vor der Landebahn in den Boden geflogen. Die Maschine wurde nach Sichtflugregeln geflogen, geriet aber im Anflug in Nebel. Das Flugzeug wurde zerstört. Von den 35 Insassen wurde ein Besatzungsmitglied getötet, die anderen sowie sämtliche 30 Passagiere überlebten.[31]

- Am 4. November 1957 musste eine Douglas DC-4/C-54A-5-DO der REAL Transportes Aéreos (PP-AXS) 98 Kilometer ostsüdöstlich des Startflughafens São Paulo-Congonhas (Brasilien) notgewassert werden. In einer Höhe von 3000 Metern fing das Triebwerk Nr. 2 (links innen) Feuer und riss schließlich von der Tragfläche ab. Die Piloten mussten im Meer abseits von São Sebastião (São Paulo) notwassern. Alle 34 Insassen, vier Besatzungsmitglieder und 30 Passagiere, überlebten.[32]

- Am 27. August 1959 streifte eine Douglas DC-3/C-47A-25-DK der REAL Transportes Aéreos (PP-AVY) beim Anflug auf den Flughafen von Maringá (Brasilien) einen Hügel. Das Flugzeug wurde irreparabel beschädigt. Alle 28 Insassen überlebten, nur zwei davon wurden verletzt.[33]

- Am 25. Februar 1960 kollidierte eine Douglas DC-3/C-47A-25-DK der REAL Transportes Aéreos (PP-AXD) im Anflug auf den Flughafen Rio de Janeiro-Santos Dumont mit einer Douglas DC-6/R6D-1 der United States Navy (Bu 131582). Beide Maschinen stürzten ab, wobei 61 Menschen getötet wurden: Alle 26 Menschen an Bord der DC-3 sowie 35 von 38 in der DC-6 starben.[34][35]

- Am 24. Juni 1960 stürzte eine Convair CV-340 der REAL Transportes Aéreos (PP-YRB) im Anflug auf den Flughafen Rio de Janeiro-Galeao (Brasilien) ab. Die Maschine flog gerade eine Kurve in Wolken, als sie in die Guanabara-Bucht stürzte. Alle 54 Insassen, fünf Besatzungsmitglieder und 49 Passagiere, kamen ums Leben. Es war der schwerste Unfall einer Convair CV-340, gemessen an der Anzahl der Todesopfer.[36][37]

- Am 7. Dezember 1960 verunglückte eine Curtiss C-46A-60-CK Commando der REAL Transportes Aéreos (PP-AKF) auf dem Flug von Cuiaba nach Manaus. Während des Reisefluges fiel das Triebwerk Nr. 2 (rechts) aus, woraufhin die Maschine zu sinken begann. Der Kapitän ließ Fracht hinauswerfen, aber das Flugzeug verlor immer weiter an Höhe, stürzte ab und fing Feuer. Alle 15 Insassen, zwei Besatzungsmitglieder und 13 Passagiere, kamen ums Leben.[38][39]

- Am 23. Februar 1961 wurde eine Douglas DC-3/C-47B-45-DK der REAL Transportes Aéreos (PP-ANI) bei einem Hangarbrand auf dem Flughafen São Paulo-Congonhas (Brasilien) irreparabel beschädigt. Dabei wurde ein Mechaniker verletzt. Das Feuer war durch einen Kurzschluss entstanden.[40]

- Am 6. September 1961 wurde eine Douglas DC-3/C-47A-40-DL der REAL Transportes Aéreos (PP-AVL) im Anflug auf den Flughafen von Concórdia (Brasilien) bei ungünstigen Wetterbedingungen 1500 Meter vor der Landebahn in den Boden geflogen. Mit der Frachtmaschine wurde eine Ladung gefrorenes Fleisch transportiert. Bei diesem CFIT (Controlled flight into terrain) wurden alle 4 Besatzungsmitglieder, die einzigen Insassen, getötet.[41]